# Al-Sailiya
Der al-Sailiya SC (arabisch نادي السيلية الرياضي, DMG Nādī as-Sailīya ar-Riyāḍī) ist ein Sportverein in Doha (Katar). Die Herren-Fußballmannschaft spielt in der höchsten Liga des Landes, der Qatar Stars League. Ihre Heimspiele trägt die Mannschaft im Suhaim bin Hamad-Stadion aus. Gegründet wurde der Verein 1995 als al-Qadisiya. Seit 2002 trägt der Verein seinen heutigen Namen. Im Jahr 2003 erfolgte der erste Aufstieg in die höchste Liga des Landes, stieg jedoch mit nur vier Punkten aus 18 Spielen als Letzter wieder ab. In den Folgejahren entwickelte sich das Team zu einer Fahrstuhlmannschaft: Einem Aufstieg folgte unmittelbar der Abstieg. Erst in der Saison 2007/08 gelang es die höchste Liga zu halten, in der die Mannschaft fortan spielte.

## Platzierungen
| Saison   | 2012 | 2013 | 2014 | 2015 | 2016 |
| -------- | ---- | ---- | ---- | ---- | ---- |
| Liga     | 2    | 1    | 1    | 1    | 1    |
| Position | 1    | 12   | 4    | 11   | 7    |

## Vereinserfolge

### National
- Katarische 2. Liga

Meister und Aufsteiger 2003, 2005, 2007

## Trainer
- Uli Stielike (2010–2012)

## Spieler
- Adékambi Olufadé (2005–2006)
- José-Karl Pierre-Fanfan (2007–2008)
- Wael Gomaa (2007–2008)